# WTA Argentine Open 1987
WTA Argentine Open 1987 — жіночий тенісний турнір, що проходив на відкритих кортах з ґрунтовим покриттям Buenos Aires Lawn Tennis Club у Буенос Айресі (Аргентина). Належав до турнірів 1-ї категорії в рамках Світової чемпіонської серії Вірджинії Слімз 1988. Тривав з 30 листопада до 6 грудня 1987 року. Перша сіяна Габріела Сабатіні здобула титул в одиночному розряді.

## Фінальна частина

### Одиночний розряд
Габріела Сабатіні —  Ізабель Куето 6–0, 6–2
- Для Сабатіні це був 3-й титул за сезон і 12-й — за кар'єру.

### Парний розряд
Мерседес Пас /  Габріела Сабатіні —  Джилл Гетерінгтон /  Крістіан Жоліссен 6–2, 6–2
- Для Пас це був 2-й титул за сезон і 8-й — за кар'єру. Для Сабатіні це був 4-й титул за сезон і 13-й — за кар'єру.